# Martin Legarra Tellechea
Martin Legarra Tellechea OAR (ur. 25 stycznia 1910 w Murguindueta, zm. 15 czerwca 1985) – hiszpański duchowny katolicki posługujący w Panamie, prałat Bocas del Toro 1963-1969 i biskup diecezjalny Santiago de Veraguas 1969-1975.

## Życiorys
Święcenia kapłańskie otrzymał 19 marca 1933.
6 listopada 1963 papież Paweł VI mianował go prałatem Bocas del Toro. 18 marca 1965 został biskupem tytularnym Luperciany. 6 czerwca 1965 z rąk arcybiskupa Antoniego Pinciego przyjął sakrę biskupią. 15 lutego 1975 mianowany biskupem diecezjalnym Santiago de Veraguas. 15 lutego 1975 ze względu na wiek złożył rezygnację z zajmowanej funkcji.
Zmarł 15 czerwca 1985.